# Autoritat Territorial de la Mobilitat de les Comarques Centrals
L'Autoritat Territorial de la Mobilitat de les Comarques Centrals (ATM Comarques Centrals) és un consorci que s'està constituint, integrat per la Generalitat de Catalunya, el Consell Comarcal del Bages i l'Ajuntament de Manresa. La seva finalitat és coordinar el transport públic a la comarca del Bages i en un futur de les Comarques Centrals.
Es començà a constituir entre l'any 2007 i el 2008, actualment està duent a terme plans de millora del transport augmentant fins a un 47% els serveis actuals d'autobusos urbans i interurbans. L'any 2009 l'ATM completarà el seu àmbit d'actuació amb la integració tarifària i més endavant altres comarques.
Aquesta ATM presenta una peculiaritat comparada amb la resta de noves Autoritats Metropolitanes, ja que les dues línies de ferrocarril que transcorren pel Bages estan integrades també a l'ATM de Barcelona en tres zones (zona 4, 5 i 6).

## Sistema tarifari integrat
L'ATM gestionarà un sistema tarifari integrat al seu àmbit d'actuació que permetrà utilitzar diversos mitjans de transport amb una única targeta. Hi haurà dues corones: la zona 1, la zona 2.1 i la zona 2.2.
Els serveis integrats seran els següents:
- Totes les línies d'autobusos urbans.
- Totes les línies interurbanes.
- El tram de la línia R5 de FGC al seu pas pel Bages.
- El tram de la línia R4 de Rodalies Barcelona al seu pas pel Bages.

La integració tarifària funcionarà plenament des del de 2009. Tota la gamma de títols comercialitzats s'ofereixen amb targetes sense contacte.

### Preus dels diferents títols
El bitllet senzill no és un títol integrat.
| Bitllet senzill | 2008 | 2009 |
| --------------- | ---- | ---- |
| Zona 1          | 1,25 |      |
| Zona 2          | 1,85 |      |

| T-10   | 2008  | 2009 |
| ------ | ----- | ---- |
| Zona 1 | 6,90  |      |
| Zona 2 | 13,80 |      |

| T-50/30 | 2008  | 2009 |
| ------- | ----- | ---- |
| Zona 1  | 28,60 |      |
| Zona 2  | 47,95 |      |

| T-Mes  | 2008  | 2009 |
| ------ | ----- | ---- |
| Zona 1 | 44,35 |      |
| Zona 2 | 63,95 |      |